# 茨芭镇
茨芭镇，是中华人民共和国河南省平顶山市郏县下辖的一个乡镇级行政单位。

## 行政区划
茨芭镇下辖以下地区：
茨芭村、陈家寨村、棋盘村、王张村、刘村、平盘村、邢村、管村、吴洞村、齐村、东姚村、竹园沟村、天城洼村、苏坟寺村、构树张村、铁炉村、清泉村、山店村、北竹园村、尖山村、空山洞村、山头赵村、东庄村、后李村、前庄村、傅村、北姚村、大庄村、上丁村、石灰王村、干河村、段磨李村、庞庄村、姑嫂寺村、薛村、高村、刘洼村、许洼村、吴寨西村、吴寨北村和吴寨东村。

## 中国传统村落
2013年8月，苏坟村被评为第二批中国传统村落。